# IEC 62700
IEC 62700 (IEC Technical Specification 62700: DC Power Supply) är en specifikation International Electrotechnical Commission för att ena design och funktion för laddare till bärbara datorer på samma sätt som tillverkare av mobiltelefoner enats om att använda micro USB som standard för laddning av mobiltelefoner. Bärbara datorer och nätadaptrar som följer denna standard kommer att ha utbytbar strömförsörjning, vilket möjliggör enkel återanvändning av begagnade strömförsörjningar (och därigenom minskar elektronikavfall) och gör det enklare att köpa en ny kompatibel strömförsörjning för en bärbar dator. Specifikationen publicerades den 6 februari 2014.

## Alternativ
Trots att den är en branschöppen organisation med öppet deltagande har standarden kritiserats för att inte vara öppet tillgänglig för granskning. Några alternativ är:
- IEEE har en föreslagen standard Universal strömadapter för mobila enheter för bärbara datorer och andra enheter.
- USB Promoters Groups USB Power Delivery ("PD")-specifikation stöder upp till 240 W och är avsedd att kunna driva bärbara datorer.[4]
- EmPower-adaptern var avsedd för laddning av bärbara datorer på passagerarflygplan.[5]